# Székelyszentistván
Székelyszentistván (1899-ig Szentistván, románul Ștefănești) Hármasfalu (Trei Sate) településrésze Romániában Maros megyében. Csókfalvával és Atosfalvával összenőve alkotja Hármasfalu települést, amely közigazgatásilag Makfalvához tartozik. Nevét régi, Szent István király tiszteletére épült római katolikus templomáról kapta.

## Története
1332-ben Sancto Stephano néven említik először. A régi falu a temető körül feküdt, ahol régi erődített temploma is állott. A templom 1625-ben a reformátusok kezébe került. Ezt 1738-ban bontották le, amikor új templomot emeltek egy 1671-ben épített fatemplom helyére a mai templom helyén. 1872-ben a harangláb helyett magas tornyot építettek, majd az 1738-ban épített templom helyére 1880-ban épült fel mai református temploma. Kertjében Szent István király mellszobra látható. 1910-ben 508 magyar lakosa volt. A trianoni békeszerződésig Maros-Torda vármegye Nyárádszeredai járásához tartozott.

## Látnivalók
- 1998-ban avatták fel a templomkertben Szent István mellszobrát.
- A Barátosi-udvarház a 18. században épült impozáns földszintes épület, ma közcélra szolgál.

## Képgaléria
- Képek Székelyszentistvánról a www.erdely-szep.hu honlapon

## Híres emberek
- Itt született 1820-ban Szentistváni Péter András népköltő.
- Itt született 1888-ban Faluvégi Dénes pedagógus, író, újságíró
- Itt született 1931-ben Somai József közgazdász, közéleti személy

## Testvértelepülése(i)
- Báránd

## Külső hivatkozások
- Hangfelvételek[halott link]